# Plouasne
Plouasne är en kommun i departementet Côtes-d'Armor i regionen Bretagne i nordvästra Frankrike. Kommunen ligger i kantonen Évran som tillhör arrondissementet Dinan. År 2022 hade Plouasne 1 749 invånare.

## Befolkningsutveckling
Antalet invånare i kommunen Plouasne
Referens:INSEE